# هادویچ

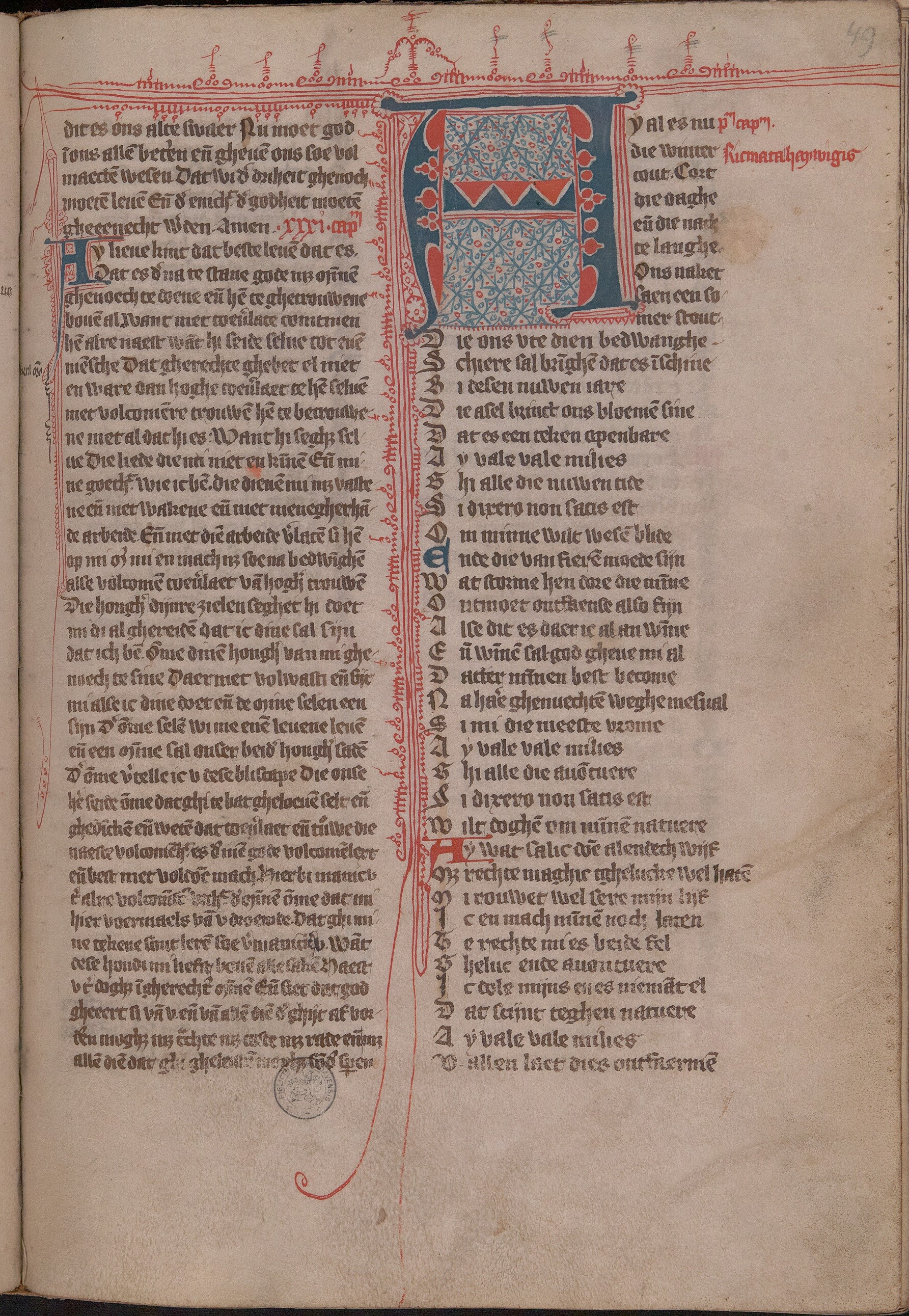
صفحه خطی قرون وسطی از یک شعر هادویچ.

هادویچ (انگلیسی: Hadewijch) نویسنده، شاعر، و عارف قرن ۱۳ بود.